# Echivocare
Echivocarea este considerată eroare logică fie formală cât și informală. Constă în folosirea aceluiași cuvânt de două sau mai multe ori cu sensuri diferite în același argument. Este o schimbare nepermisă a sensului unui cuvânt în timpul elaborării raționamentului. 
Pentru ca un argument să fie valid, cuvintele trebuie să aibă aceeași semnificație de fiecare dată când apar în premisele argumentului sau în concluzie. Introducerea unui nou sens schimbă subiectul argumentului. Dacă un cuvânt din premise care se regăsește în concluzie semnifică lucruri diferite, atunci premisele se referă la altceva decât la ceea ce se referă concluzia, prin urmare premisele nu susțin concluzia. 

## Exemple
- Premisă majoră: Biserica încurajează teismul.
- Premisă minoră: Teismul e ansamblul tulburărilor produse de consumul abuziv al ceaiului, conținând teină.
- Concluzie: Biserica ar trebui să distribuie gratuit ceai.

Argumentul este eronat deoarece în mod evident comite un echivoc asupra cuvântului teism. Prima premisă este validă dacă se consideră cuvântul teism ca fiind doctrina filozofică bazată pe admiterea existenței lui Dumnezeu, a doua premisă este validă dacă prin teism se referă la un termen medical.
Un caz separat de echivocare este metafora:
- Gheorghe e bou.
- Un bou are patru picioare și coarne.
- Prin urmare, Gheorghe are patru picioare și coarne.

Aici echivocarea este folosirea metaforică a termenului bou pentru a denota prostia unei persoane nu animalul domestic bou.

## Tipuri specifice de echivocare
Vezi articolele principale pentru: Falsa atribuire, Citatul scos din context sau Niciun scoțian adevărat